# Isabelle Manable
Isabelle Manable (Soissons, 30 de agosto de 1973) es una deportista francesa que compitió en natación sincronizada. Ganó cuatro medallas de plata en el Campeonato Europeo de Natación entre los años 1991 y 1997.

## Palmarés internacional
| Campeonato Europeo | Campeonato Europeo      | Campeonato Europeo | Campeonato Europeo |
| Año                | Lugar                   | Medalla            | Prueba             |
| ------------------ | ----------------------- | ------------------ | ------------------ |
| 1991               | Atenas (Grecia)         | Medalla de plata   | Equipo             |
| 1993               | Sheffield (Reino Unido) | Medalla de plata   | Equipo             |
| 1995               | Viena (Austria)         | Medalla de plata   | Equipo             |
| 1997               | Sevilla (España)        | Medalla de plata   | Equipo             |